# Collection Or Julie Pietri
Albums de Julie Pietri
La Légende des madones
(1989) Double Collection Or Julie Pietri
(1992)
Collection Or est un album compilation de Julie Pietri, sorti en 1992 chez Sony Music Entertainment. Il a été réédité sous le nom Gold, en 1995 puis en 1997, et sous le titre Les indispensables de Julie Pietri en septembre 2001.

Cette compilation comprend un titre totalement inédit datant de 1980, La petite rumeur, et, pour la première fois sur un album, le titre Jalousie, face B du premier succès de Julie Pietri, Magdalena (1979). Sur cette compilation, cette dernière chanson ainsi que les deux tubes de 1982, Je veux croire et Et c'est comme si sont des versions qui avaient été enregistrées lors de la préparation des concerts à l'Oympia, en décembre 1987.

## Titres
1. Magdalena [1]
Jean-Marie Moreau / Juan Carlos Calderón
2. Jalousie
Zacar - D. Cozette
3. Priez pour elle
Sogann - Jean-Michel Bériat / Serge Guirao - J. Mora
4. La petite rumeur (inédit)
Jean-Marie Moreau / R. Bennaim
5. Ève lève-toi
Julie Pietri - Jean-Michel Bériat / Vincent-Marie Bouvot
6. Nuit sans issue [2]
Julie Pietri - S. Troff / Vincent-Marie Bouvot
7. Nouvelle vie
Jean-Michel Bériat / Vincent-Marie Bouvot
8. Je veux croire [3]
Claude Carrère - J. Schmitt / Duiser - Elias - Soler
9. Et c'est comme si [4]
Julie Pietri / Ray Davies
10. J'me maquille blues
Jean-Marie Moreau / A. Pewzner - L. Phillips
11. J'ai envie d'être à vous [5]
Jean-Marie Moreau / A. Hawkshaw
12. Immortelle
P. Amar / Vincent-Marie Bouvot